# Liga Femenina de Mozambique
La Liga Feminina de Moçambique, también conocida por sus siglas LIFEMO, fue una organización vinculada al Frente de Liberación de Mozambique (FRELIMO), fundada en 1962. Su objetivo era apoyar a las familias de combatientes durante la guerra de independencia y promover los principios del Frente. Selina Simango ocupó la presidencia y Priscila Gumane la vicepresidencia. Además de participar en el Congreso Panafricano de Mujeres, estas líderes viajaron con frecuencia, estableciendo una red de apoyo con países u organizaciones que colaboraron con las luchas por la independencia en África.
Con el inicio del conflicto armado en Mozambique, se impusieron nuevas exigencias. Ante la necesidad de defender y movilizar las zonas liberadas y las todavía controladas por Portugal, el Destacamento de Mujeres surgió en 1967, un año después del fin de LIFEMO. Compuestos por guerrillerAs que solicitaron entrenamiento militar a la dirección del FRELIMO, estas combatientes ocuparon territorios reservados para los hombres, provocando una revolución en zonas campesinas y conservadoras, delimitando el poder de los hombres y el control sobre las funciones productivas y reproductivas de las mujeres.